# Kummersumma
Inom matematiken är en Kummersumma en viss slags kubisk Gaussumma  för ett primtal p kongruent 1 modulo 3. De är uppkallade efter Ernst Kummer, som gjorde en förmodan om statistiska egenskaper av deras argument. Dessa summor var kända och användes före Kummer i teorin av cyklotomi.

## Definition
En Kummersumma är en ändlig summa av formen
{\displaystyle \Sigma \chi (r)e(r/p)=G(\chi )}
tagen över r modulo p, där χ är en Dirichletkaraktär vars värden är kubrötter av 1, och där e(x) är exponentialfunktionen exp(2πix). Givet p i formen ovan finns det bara två sådana karaktärer tillsammans med den triviala karaktären.
Den kubiska exponentiella summan K(n,p) definierad som
{\displaystyle K(n,p)=\sum _{x=1}^{p}e(nx^{3}/p)}
kan lätt ses vara en linjär kombination av Kummersummor. Den är lika med 3P där P är en viss Gaussisk period för delgruppen av index 3 i resterna mod p under multiplikation.